# Ordoño Ier

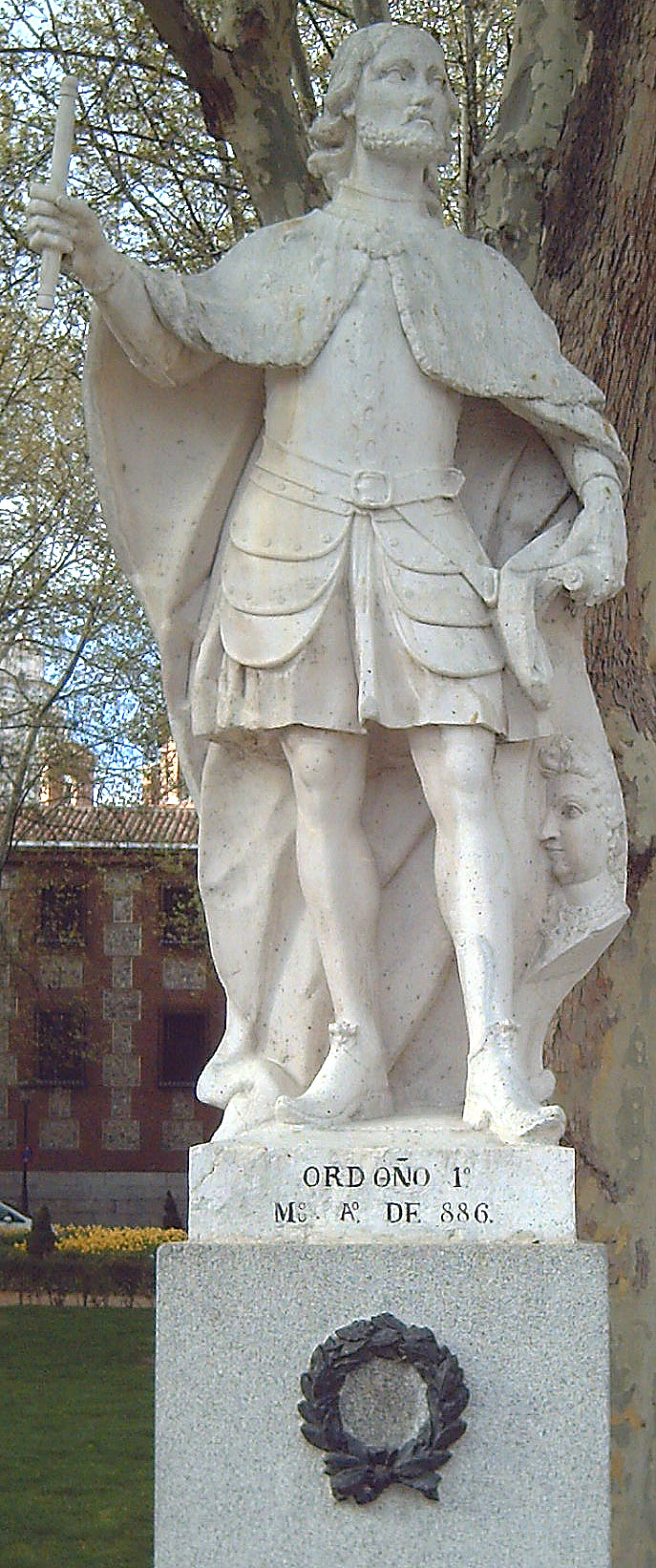
Statue d’Ordoño Ier à Madrid.

Pour les articles homonymes, voir Ordoño.
Ordoño Ier d'Oviedo (arabe : أردون بن إذفنش), né en 821 à Oviedo et mort dans la même ville le 26/27 mai 866, est  roi des Asturies de 850 à 866. Il succède à son père Ramire Ier. Il réduit la révolte de Musa II (vers 859-860) et continue la Reconquista. Son fils Alphonse III lui succède au trône.

## Sa famille
Ordoño Ier est le fils de Ramire Ier d'Oviedo et peut-être d’Urraca. Mais il est élevé en partie par la seconde épouse de son père, Paterna de Castille. Il est le demi-frère de Rodrigo, qui sera le premier comte de Castille.

## Biographie

### Jeunesse
Ordoño Ier d'Oviedo passe les premières années de sa vie à Oviedo, à la cour d'Alphonse II, dit le Chaste, roi des Asturies de 791 à 842. Il est probablement associé au trône dès sa jeunesse. À l'âge de neuf ans, il s’installe en Galice avec sa famille, où son père avait été nommé gouverneur. Il complète son éducation à Lugo, et y initie sa formation militaire.
Ordoño Ier est nommé gouverneur provisoire de la Galice. En 842, son père Ramire Ier, s'installe en Castille, dans la famille de sa seconde épouse, Paterna de Castille. Pendant ce voyage, Alphonse II décède. Népotien, un grand seigneur, disposant de nombreux appuis, se fait élire roi des Asturies, en profitant de l'absence de Ramire. Ordoño prépare les armées pour combattre l’usurpateur, mais reste en Galice comme gouverneur, pour éviter une propagation de la rébellion. Après la victoire de Ramire Ier, il reste gouverneur.
Il succède à son père à son décès le 1er février 850, premier roi des Asturies à accéder au trône par héritage, et non par élection.

### Guerres contre les Banu Qasi et les Vascons
Ordoño Ier d'Oviedo hérite d’une partie du nord de l’Espagne, qui comprend la Galice, les Asturies, la Biscaye et la Ribera del Duero. Celle-ci compte quelques villes : Tuda, León, Astorga et Amaya, où il fait construire ou rétablir des fortifications.
Ordoño délègue le gouvernement de ses territoires frontaliers à des membres de sa famille proche. Ceux-ci ont une grande liberté d'action en échange de leur fidélité : son frère Gatón devient comte du Bierzo et son demi-frère Rodrigo, comte de Castille. Au départ, Rodrigo n’est qu'une sorte de gouverneur des possessions asturiennes sur la rive droite de l'Èbre qui atteignent l’ancien limes. Formant une région difficile à défendre, elle est défendue par des châteaux, des castillos, ce qui lui vaut d’être appelée Castille vers l'an 800.
L'arrivée d'Ordoño Ier au trône coïncide avec une nouvelle rébellion du chef des Banu Qasi, Musa II, qui contrôle la vallée de l'Èbre, entre La Rioja et Saragosse. Musa II, allié avec son demi-frère Eneko Arista, roi de Pampelune, cherche à créer un royaume musulman indépendant de Cordoue. En 852, les troupes asturiennes et gasconnes font face aux Vascons d'Eneko et aux troupes de Musa II dans la première bataille d’Albelda. Les musulmans et leurs alliés gagnent la bataille. Musa II contrôle la quasi-totalité de la Rioja.

### Guerres contreMuhammadIer

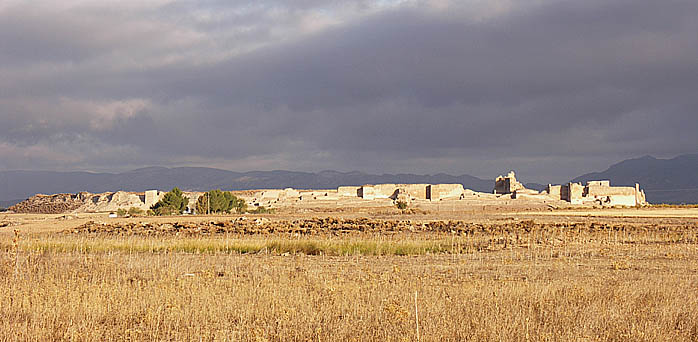
La forteresse de Calatrava.

Abd al-Rahman II meurt en 852 et son fils Muhammad Ier est nommé émir. Dans un premier temps, son règne est tranquille mais après avoir nommé vizir Hashim ben 'Abd al-Aziz, le mécontentement s’étend des mozarabes aux muladíes. Tolède devient le centre de la résistance au pouvoir de l'émir. Les mozarabes, dirigés par Eugenio, contestent le gouverneur musulman et conquièrent la forteresse de Calatrava, en demandant l'appui militaire d'Ordoño. Celui-ci envoie le comte Gatón du Bierzo, qui met en échec les partisans de l’émir à Andújar en 853; les troupes asturiennes sont en revanche battues lors de la bataille de Guadalacete, au sud-ouest de Tolède. Un nouveau soulèvement se produit en 858 ; par la suite les soulèvements se multiplieront dans Al-Andalus.

### Nouvelles guerres contre les Banu Qasi et les Vascons

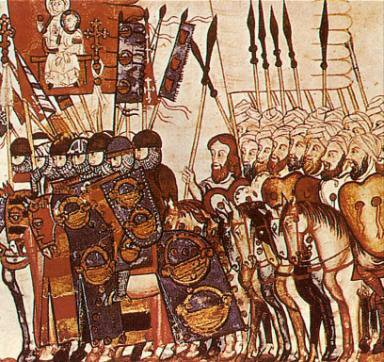
Miniature de la Reconquista.

Toujours en rébellion contre Cordoue, Musa II tente de s’emparer de la vallée de l'Èbre et de la Rioja. En 855, il attaque Alava et Al-Qilá, restaure et fortifie la forteresse d'Albelda de Iregua. À la vue de la menace que fait peser cette forteresse sur les territoires orientaux de son royaume, Ordoño lance une offensive contre Albelda de Iregua.

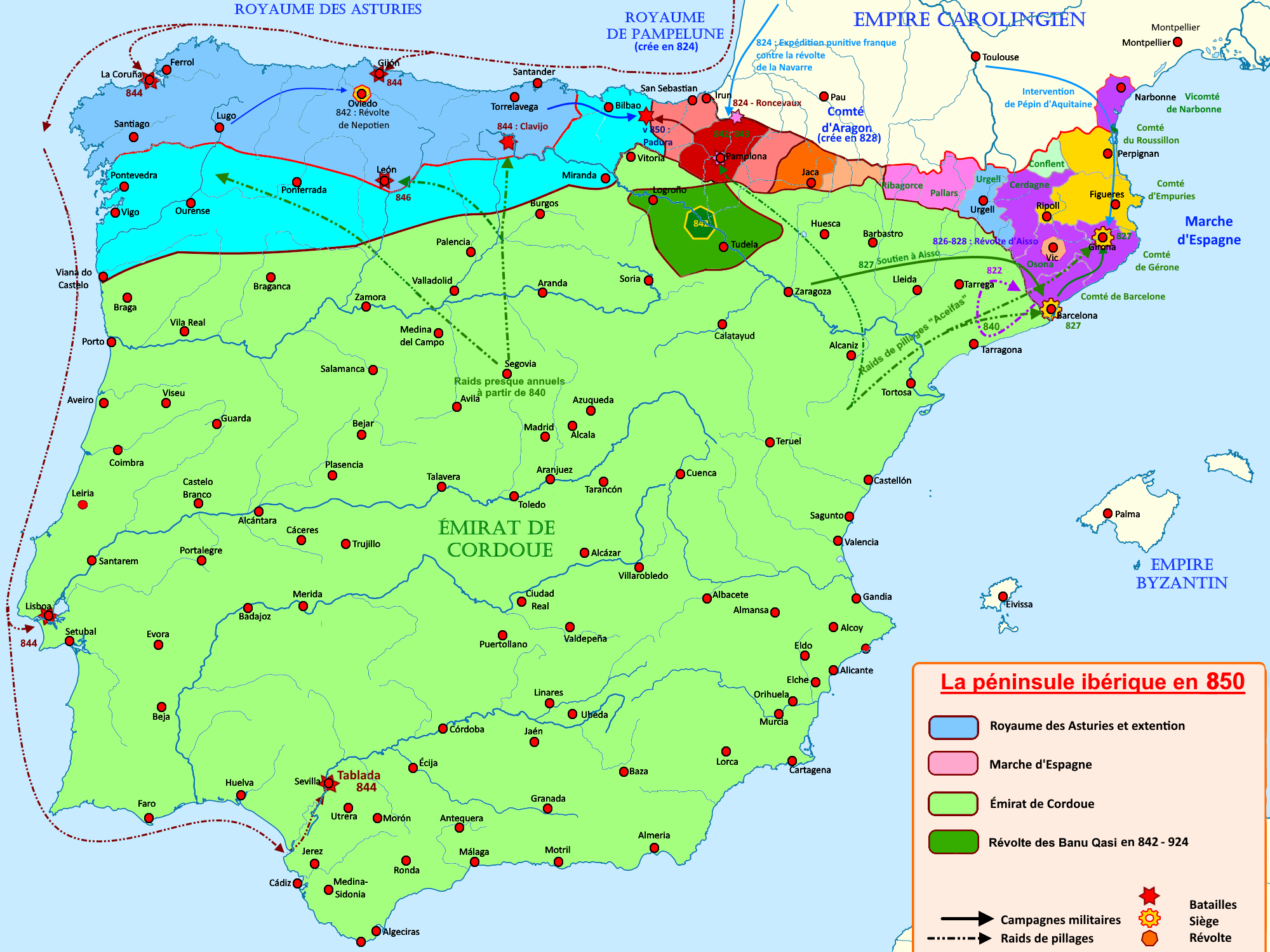
Royaume des Asturies de 850 à 875.

En 857, il repousse les troupes envoyées par le gouverneur de Tolède, il s'avance avec une nombreuse armée sur Logroño et se prépare à assiéger Albayda. Musa II accourt à la tête d'une armée considérable pour délivrer la forteresse. Ordoño ne lève point le siège; il divise son armée en une partie pour maintenir le blocus de la ville et une autre à la tête de laquelle il marche au-devant de Musa. Les troupes d'Ordoño Ier, bien qu'inférieures en nombre, emportent la victoire. Dix mille musulmans et une foule de chrétiens, entre autres Garcia, le gendre de Musa, restent sur le champ de bataille. Muza lui- même est grièvement blessé, et ne parvient à se sauver qu'avec l'aide d'un ami dans l'armée asturienne qui lui fournit une monture. Il est probable qu'il meurt de ses blessures peu de temps après, puisqu'il n'est plus question de lui dans l'histoire. Toutefois, selon d’autres sources, Muhammad Ier lui aurait ôté le gouvernement de Saragosse, et à son fils Lobia celui de Tolède. Les deux walis déposés, comptant sur l'affection des populations qu'ils gouvernaient, nouèrent des intelligences avec les chrétiens de Galice et secouèrent ouvertement le joug de l'Emir.
Tout le camp, où se trouvent réunies de grandes richesses, entre autres le tribut donné par Charles II le Chauve, tombe au pouvoir d'Ordoño Ier. Il retourne devant Almayda, et emporte la ville d'assaut après sept jours de siège. Tous les hommes en état de porter les armes qui s'y trouvent sont exécutés, et la forteresse est rasée. Les enfants, les femmes et le butin sont emmenés comme trophées. Cette bataille est à l’origine la légendaire bataille de Clavijo, écrite au XIIe siècle.

### Changements d’alliances
En 859, les vikings arrivent à Pampelune et kidnappent le nouveau roi García Ier de Pampelune. Après avoir payé une importante rançon, le roi retourne à Pampelune, et la vieille alliance entre les Vascons et les Banu Qasi est désormais rompue : García devient l’allié du royaume des Asturies.

### La fin de son règne
Compte tenu de la faiblesse relative de l’émirat de Cordoue, la situation est propice à l'expansion du royaume asturien vers le sud. Le phénomène du repeuplement est soutenu et favorisé par le roi, résolvant de ce fait les problèmes liés à l'accueil d'importants groupes de mozarabes fuyant l'émirat après les rébellions de Tolède et d'autres villes d’Al-Andalus. À la frontière de la Rioja, il conquiert diverses forteresses et villes - Haro, Cerezo de Riotirón, Castil de Carrias et Gruau - et bâtit de nouvelles forteresses - Frías, Lantarón...-. Mais le fait le plus marquant du règne est le repeuplement d'Amaya en 860, ce qui permet de créer une nouvelle ligne de forteresses à Urbel del Castillo, Castil de Peones, Moradillo de Sedano, Oca y Cerasio (Cerezo de Riotirón).
Pour renforcer cette nouvelle expansion, les Asturiens attaquent les positions de l’émirat de Cordoue. Ainsi, Ordoño pille Coria tandis que le comte Rodrigo de Castille passe le col de Somosierra et pille et rase la nouvelle forteresse de Talamanca du Jarama en 863, en faisant prisonniers le gouverneur Murzuk et sa femme Balkaria, qu’il remet en liberté peu de temps après.
Muhammad Ier, ayant reçu des renforts d'Afrique, n’hésite pas à contre-attaquer. La même année, son fils 'Abd al-Rahmán et le général Abd al-Malik ben Abbas entrent dans les comtés d’Àlava et de Castille. Rodrigo de Castille tente d’empêcher leur retrait dans le défilé de Pancorvo. Mais les Maures se rendent compte du danger et s’enfuient par la rivière Oja. Cette expédition est un échec cuisant pour les Castillans et les troupes du comté d’Àlava. Les musulmans, s'il faut en croire leurs historiens, remportent une grande victoire, dévastent tout le pays depuis le Duero jusqu'à Pampelune, et ramènent à Cordoue quantité de captifs.
Les Maures attaquent à nouveau en 865, en concentrant leurs attaques sur la Castille à la bataille de la Morcuera. Ibn Alanthir renvoie une nouvelle incursion dans le 866, et le prince Abd al-Rahmán dirige de nouveau l'armée contre Àlava et la Castille, expédition dont il revient sans se hâter et sans lourdes pertes.
Les chrétiens contre-attaquent et avancent jusqu'aux portes de Lisbonne. Ils brûlent Sintra et saccagent les riches campagnes du Tage. Muhammad réunit sa cavalerie et désole la frontière de la Galice où les chrétiens se réfugient dans leurs nids d'aigles fortifiés dans les montagnes.
Le règne d'Ordoño voit la première expédition navale des chrétiens des Asturies : une centaine de vaisseaux pillent Lisbonne, Séville, Cadix, Algerisas, et disparaissent avec leur butin après avoir semé la terreur sur toute la côte d'Andalousie. Les Maures, ayant à leur tour envoyé une flotte en Galice, en 866, sont vaincus par le comte Petrus, qui commande celle des chrétiens. Néanmoins, selon Conde, la flotte arabe, avant de débarquer, n’est que dispersée par une tempête.
Après un règne de seize ans, le roi Ordoño meurt de la goutte. La Chronica Albeldensia, écrite à Albelda vers 881 lui donne le nom de père du peuple, et vante sa douceur et sa piété autant que son courage. Malgré ses conquêtes, le royaume des Asturies conserve à peu près, de son vivant, les mêmes limites, sans s'étendre dans la plaine. La Reconquista piétine.

## Mariage et descendance
Ordoño Ier a pour femme, Doña Nuña, appelée par les anciens auteurs Munia Dona. Ceux-ci sont très peu bavards sur cette reine : nous ne savons rien de sa famille, même s'il est possible qu’elle soit une très jeune sœur ou une fille d’Eneko Arista. En revanche, il existe des documents d’archives permettant de savoir qu’avec son époux, elle fait beaucoup pour les églises de Saint-Jacques-de-Compostelle, d’Oviedo, et le Monastère de San Xulián de Samos en Galice. Ordoño et Doña Nuña ont cinq enfants :

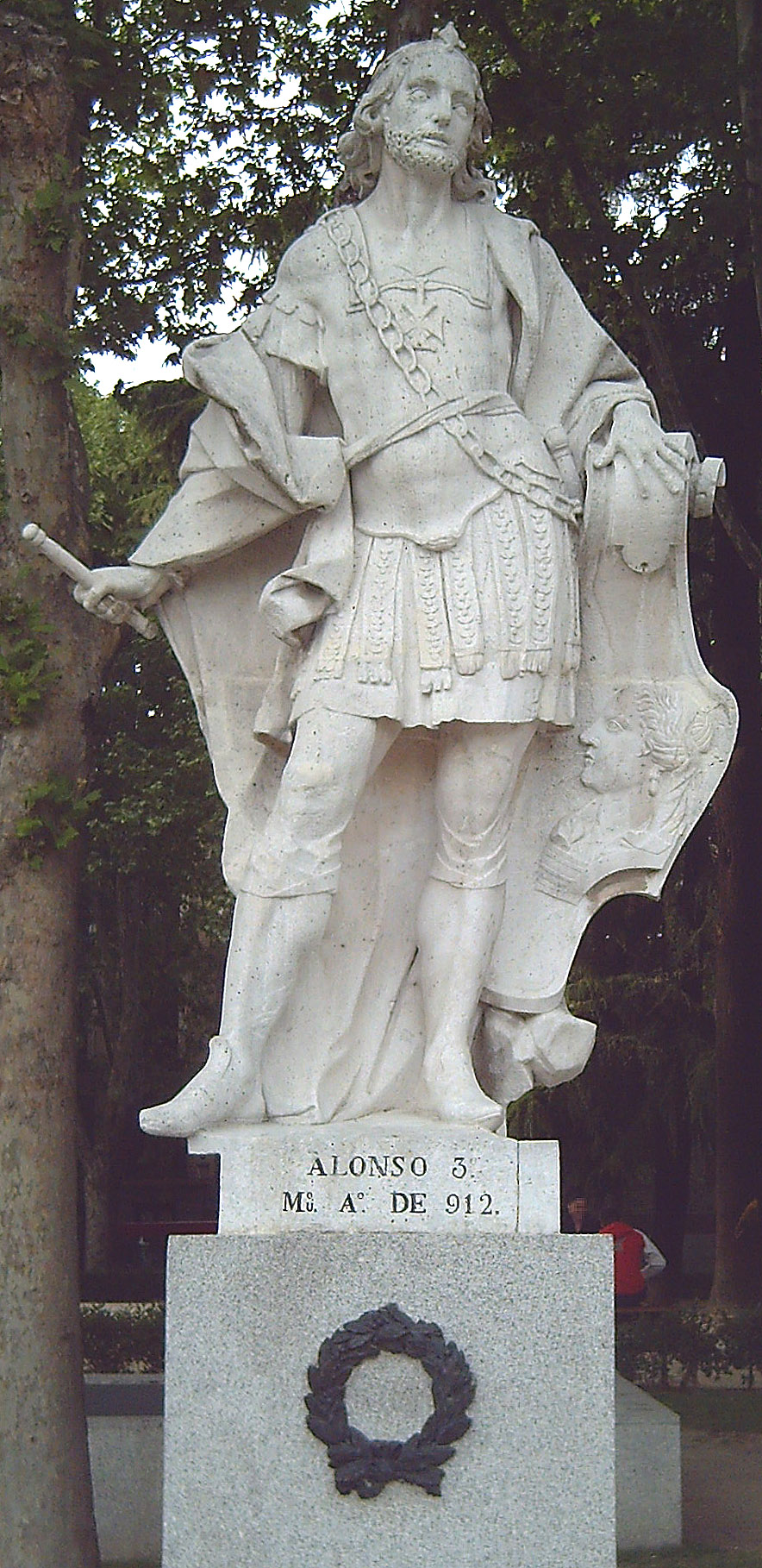
Statue d'Alphonse III des Asturies, son fils et successeur.

- Alphonse, qui succède à son père ;
- Vermudo ;
- Odoario ;
- Fruela ;
- Nuño Ordóñez, marié à Ansura, fille de Diego de Castille.

Les fils se révoltent contre leur frère aîné. Celui-ci les capture et leur fait arracher les yeux pour les empêcher de nuire. Mais Vermudo parvient à s’échapper et rejoint les Maures en guerre contre les chrétiens.
| Urraca (?) Galicienne | Urraca (?) Galicienne | Urraca (?) Galicienne | Urraca (?) Galicienne | Urraca (?) Galicienne | Urraca (?) Galicienne |  |  |  |  |  |  |                                     |                                     |                                     |                                     |                                     |                                     |                |                |                |                |                |                | Ramire Ier roi des Asturies († 850)    | Ramire Ier roi des Asturies († 850)    | Ramire Ier roi des Asturies († 850)    | Ramire Ier roi des Asturies († 850)    | Ramire Ier roi des Asturies († 850)    | Ramire Ier roi des Asturies († 850)    |                                 |                                 |                                 |                                 |                                 |                                 |                                  |                              |                              |                              |                              |                              |                                 |                                |                                |                                |                                |                                | Paterna de Castille († 848)          | Paterna de Castille († 848)          | Paterna de Castille († 848)          | Paterna de Castille († 848)          | Paterna de Castille († 848)          | Paterna de Castille († 848)          |                                     |                                     |                                     |                                     |                                     |                                     |            |            |            |            |            |            |                                  |                                  |                                  |                                  |                                  |                                  |  |  |  |  |  |  |  |  |  |  |  |  |  |  |
| Urraca (?) Galicienne | Urraca (?) Galicienne | Urraca (?) Galicienne | Urraca (?) Galicienne | Urraca (?) Galicienne | Urraca (?) Galicienne |  |  |  |  |  |  |                                     |                                     |                                     |                                     |                                     |                                     |                |                |                |                |                |                | Ramire Ier roi des Asturies († 850)    | Ramire Ier roi des Asturies († 850)    | Ramire Ier roi des Asturies († 850)    | Ramire Ier roi des Asturies († 850)    | Ramire Ier roi des Asturies († 850)    | Ramire Ier roi des Asturies († 850)    |                                 |                                 |                                 |                                 |                                 |                                 |                                  |                              |                              |                              |                              |                              |                                 |                                |                                |                                |                                |                                | Paterna de Castille († 848)          | Paterna de Castille († 848)          | Paterna de Castille († 848)          | Paterna de Castille († 848)          | Paterna de Castille († 848)          | Paterna de Castille († 848)          |                                     |                                     |                                     |                                     |                                     |                                     |            |            |            |            |            |            |                                  |                                  |                                  |                                  |                                  |                                  |  |  |  |  |  |  |  |  |  |  |  |  |  |  |
|                       |                       |                       |                       |                       |                       |  |  |  |  |  |  |                                     |                                     |                                     |                                     |                                     |                                     |                |                |                |                |                |                |                                        |                                        |                                        |                                        |                                        |                                        |                                 |                                 |                                 |                                 |                                 |                                 |                                  |                              |                              |                              |                              |                              |                                 |                                |                                |                                |                                |                                |                                      |                                      |                                      |                                      |                                      |                                      |                                     |                                     |                                     |                                     |                                     |                                     |            |            |            |            |            |            |                                  |                                  |                                  |                                  |                                  |                                  |  |  |  |  |  |  |  |  |  |  |  |  |  |  |
|                       |                       |                       |                       |                       |                       |  |  |  |  |  |  | Ordoño Ier roi des Asturies († 866) | Ordoño Ier roi des Asturies († 866) | Ordoño Ier roi des Asturies († 866) | Ordoño Ier roi des Asturies († 866) | Ordoño Ier roi des Asturies († 866) | Ordoño Ier roi des Asturies († 866) |                |                |                |                |                |                |                                        |                                        |                                        |                                        |                                        |                                        |                                 |                                 |                                 |                                 |                                 |                                 | Rodrigo cte Castille († 863)     | Rodrigo cte Castille († 863) | Rodrigo cte Castille († 863) | Rodrigo cte Castille († 863) | Rodrigo cte Castille († 863) | Rodrigo cte Castille († 863) |                                 |                                |                                |                                |                                |                                |                                      |                                      |                                      |                                      |                                      |                                      |                                     |                                     |                                     |                                     |                                     |                                     |            |            |            |            |            |            |                                  |                                  |                                  |                                  |                                  |                                  |  |  |  |  |  |  |  |  |  |  |  |  |  |  |
|                       |                       |                       |                       |                       |                       |  |  |  |  |  |  | Ordoño Ier roi des Asturies († 866) | Ordoño Ier roi des Asturies († 866) | Ordoño Ier roi des Asturies († 866) | Ordoño Ier roi des Asturies († 866) | Ordoño Ier roi des Asturies († 866) | Ordoño Ier roi des Asturies († 866) |                |                |                |                |                |                |                                        |                                        |                                        |                                        |                                        |                                        |                                 |                                 |                                 |                                 |                                 |                                 | Rodrigo cte Castille († 863)     | Rodrigo cte Castille († 863) | Rodrigo cte Castille († 863) | Rodrigo cte Castille († 863) | Rodrigo cte Castille († 863) | Rodrigo cte Castille († 863) |                                 |                                |                                |                                |                                |                                |                                      |                                      |                                      |                                      |                                      |                                      |                                     |                                     |                                     |                                     |                                     |                                     |            |            |            |            |            |            |                                  |                                  |                                  |                                  |                                  |                                  |  |  |  |  |  |  |  |  |  |  |  |  |  |  |
|                       |                       |                       |                       |                       |                       |  |  |  |  |  |  |                                     |                                     |                                     |                                     |                                     |                                     |                |                |                |                |                |                |                                        |                                        |                                        |                                        |                                        |                                        |                                 |                                 |                                 |                                 |                                 |                                 |                                  |                              |                              |                              |                              |                              |                                 |                                |                                |                                |                                |                                |                                      |                                      |                                      |                                      |                                      |                                      |                                     |                                     |                                     |                                     |                                     |                                     |            |            |            |            |            |            |                                  |                                  |                                  |                                  |                                  |                                  |  |  |  |  |  |  |  |  |  |  |  |  |  |  |
|                       |                       |                       |                       |                       |                       |  |  |  |  |  |  |                                     |                                     |                                     |                                     |                                     |                                     |                |                |                |                |                |                | Diego "Porcellos" cte Castille († 885) | Diego "Porcellos" cte Castille († 885) | Diego "Porcellos" cte Castille († 885) | Diego "Porcellos" cte Castille († 885) | Diego "Porcellos" cte Castille († 885) | Diego "Porcellos" cte Castille († 885) |                                 |                                 |                                 |                                 |                                 |                                 |                                  |                              |                              |                              |                              |                              |                                 |                                |                                |                                |                                |                                | Nuño Rasura juge de Castille († 865) | Nuño Rasura juge de Castille († 865) | Nuño Rasura juge de Castille († 865) | Nuño Rasura juge de Castille († 865) | Nuño Rasura juge de Castille († 865) | Nuño Rasura juge de Castille († 865) |                                     |                                     |                                     |                                     |                                     |                                     |            |            |            |            |            |            |                                  |                                  |                                  |                                  |                                  |                                  |  |  |  |  |  |  |  |  |  |  |  |  |  |  |
|                       |                       |                       |                       |                       |                       |  |  |  |  |  |  |                                     |                                     |                                     |                                     |                                     |                                     |                |                |                |                |                |                | Diego "Porcellos" cte Castille († 885) | Diego "Porcellos" cte Castille († 885) | Diego "Porcellos" cte Castille († 885) | Diego "Porcellos" cte Castille († 885) | Diego "Porcellos" cte Castille († 885) | Diego "Porcellos" cte Castille († 885) |                                 |                                 |                                 |                                 |                                 |                                 |                                  |                              |                              |                              |                              |                              |                                 |                                |                                |                                |                                |                                | Nuño Rasura juge de Castille († 865) | Nuño Rasura juge de Castille († 865) | Nuño Rasura juge de Castille († 865) | Nuño Rasura juge de Castille († 865) | Nuño Rasura juge de Castille († 865) | Nuño Rasura juge de Castille († 865) |                                     |                                     |                                     |                                     |                                     |                                     |            |            |            |            |            |            |                                  |                                  |                                  |                                  |                                  |                                  |  |  |  |  |  |  |  |  |  |  |  |  |  |  |
|                       |                       |                       |                       |                       |                       |  |  |  |  |  |  |                                     |                                     |                                     |                                     |                                     |                                     |                |                |                |                |                |                |                                        |                                        |                                        |                                        |                                        |                                        |                                 |                                 |                                 |                                 |                                 |                                 |                                  |                              |                              |                              |                              |                              |                                 |                                |                                |                                |                                |                                |                                      |                                      |                                      |                                      |                                      |                                      |                                     |                                     |                                     |                                     |                                     |                                     |            |            |            |            |            |            |                                  |                                  |                                  |                                  |                                  |                                  |  |  |  |  |  |  |  |  |  |  |  |  |  |  |
|                       |                       |                       |                       |                       |                       |  |  |  |  |  |  |                                     |                                     |                                     |                                     |                                     |                                     | Plusieurs fils | Plusieurs fils | Plusieurs fils | Plusieurs fils | Plusieurs fils | Plusieurs fils |                                        |                                        |                                        |                                        |                                        |                                        | Gutina                          | Gutina                          | Gutina                          | Gutina                          | Gutina                          | Gutina                          |                                  |                              |                              |                              |                              |                              | Fernando Nuñez Niger            | Fernando Nuñez Niger           | Fernando Nuñez Niger           | Fernando Nuñez Niger           | Fernando Nuñez Niger           | Fernando Nuñez Niger           |                                      |                                      |                                      |                                      |                                      |                                      | Nuno Nuñez cte Castille († 915)     | Nuno Nuñez cte Castille († 915)     | Nuno Nuñez cte Castille († 915)     | Nuno Nuñez cte Castille († 915)     | Nuno Nuñez cte Castille († 915)     | Nuno Nuñez cte Castille († 915)     |            |            |            |            |            |            | Ne                               | Ne                               | Ne                               | Ne                               | Ne                               | Ne                               |  |  |  |  |  |  |  |  |  |  |  |  |  |  |
|                       |                       |                       |                       |                       |                       |  |  |  |  |  |  |                                     |                                     |                                     |                                     |                                     |                                     | Plusieurs fils | Plusieurs fils | Plusieurs fils | Plusieurs fils | Plusieurs fils | Plusieurs fils |                                        |                                        |                                        |                                        |                                        |                                        | Gutina                          | Gutina                          | Gutina                          | Gutina                          | Gutina                          | Gutina                          |                                  |                              |                              |                              |                              |                              | Fernando Nuñez Niger            | Fernando Nuñez Niger           | Fernando Nuñez Niger           | Fernando Nuñez Niger           | Fernando Nuñez Niger           | Fernando Nuñez Niger           |                                      |                                      |                                      |                                      |                                      |                                      | Nuno Nuñez cte Castille († 915)     | Nuno Nuñez cte Castille († 915)     | Nuno Nuñez cte Castille († 915)     | Nuno Nuñez cte Castille († 915)     | Nuno Nuñez cte Castille († 915)     | Nuno Nuñez cte Castille († 915)     |            |            |            |            |            |            | Ne                               | Ne                               | Ne                               | Ne                               | Ne                               | Ne                               |  |  |  |  |  |  |  |  |  |  |  |  |  |  |
|                       |                       |                       |                       |                       |                       |  |  |  |  |  |  |                                     |                                     |                                     |                                     |                                     |                                     |                |                |                |                |                |                |                                        |                                        |                                        |                                        |                                        |                                        |                                 |                                 |                                 |                                 |                                 |                                 |                                  |                              |                              |                              |                              |                              |                                 |                                |                                |                                |                                |                                |                                      |                                      |                                      |                                      |                                      |                                      |                                     |                                     |                                     |                                     |                                     |                                     |            |            |            |            |            |            |                                  |                                  |                                  |                                  |                                  |                                  |  |  |  |  |  |  |  |  |  |  |  |  |  |  |
|                       |                       |                       |                       |                       |                       |  |  |  |  |  |  |                                     |                                     |                                     |                                     |                                     |                                     |                |                |                |                |                |                |                                        |                                        |                                        |                                        |                                        |                                        |                                 |                                 |                                 |                                 |                                 |                                 | Gonzalo cte Castille († 932)     | Gonzalo cte Castille († 932) | Gonzalo cte Castille († 932) | Gonzalo cte Castille († 932) | Gonzalo cte Castille († 932) | Gonzalo cte Castille († 932) |                                 |                                |                                |                                |                                |                                |                                      |                                      |                                      |                                      |                                      |                                      |                                     |                                     |                                     |                                     |                                     |                                     | Muniadomna | Muniadomna | Muniadomna | Muniadomna | Muniadomna | Muniadomna |                                  |                                  |                                  |                                  |                                  |                                  |  |  |  |  |  |  |  |  |  |  |  |  |  |  |
|                       |                       |                       |                       |                       |                       |  |  |  |  |  |  |                                     |                                     |                                     |                                     |                                     |                                     |                |                |                |                |                |                |                                        |                                        |                                        |                                        |                                        |                                        |                                 |                                 |                                 |                                 |                                 |                                 | Gonzalo cte Castille († 932)     | Gonzalo cte Castille († 932) | Gonzalo cte Castille († 932) | Gonzalo cte Castille († 932) | Gonzalo cte Castille († 932) | Gonzalo cte Castille († 932) |                                 |                                |                                |                                |                                |                                |                                      |                                      |                                      |                                      |                                      |                                      |                                     |                                     |                                     |                                     |                                     |                                     | Muniadomna | Muniadomna | Muniadomna | Muniadomna | Muniadomna | Muniadomna |                                  |                                  |                                  |                                  |                                  |                                  |  |  |  |  |  |  |  |  |  |  |  |  |  |  |
|                       |                       |                       |                       |                       |                       |  |  |  |  |  |  |                                     |                                     |                                     |                                     |                                     |                                     |                |                |                |                |                |                |                                        |                                        |                                        |                                        |                                        |                                        |                                 |                                 |                                 |                                 |                                 |                                 |                                  |                              |                              |                              |                              |                              |                                 |                                |                                |                                |                                |                                |                                      |                                      |                                      |                                      |                                      |                                      |                                     |                                     |                                     |                                     |                                     |                                     |            |            |            |            |            |            |                                  |                                  |                                  |                                  |                                  |                                  |  |  |  |  |  |  |  |  |  |  |  |  |  |  |
|                       |                       |                       |                       |                       |                       |  |  |  |  |  |  |                                     |                                     |                                     |                                     |                                     |                                     |                |                |                |                |                |                |                                        |                                        |                                        |                                        |                                        |                                        |                                 |                                 |                                 |                                 |                                 |                                 |                                  |                              |                              |                              |                              |                              |                                 |                                |                                |                                |                                |                                | Ferdinand cte Castille († 970)       |                                      |                                      |                                      |                                      |                                      |                                     |                                     |                                     |                                     |                                     |                                     |            |            |            |            |            |            |                                  |                                  |                                  |                                  |                                  |                                  |  |  |  |  |  |  |  |  |  |  |  |  |  |  |
|                       |                       |                       |                       |                       |                       |  |  |  |  |  |  |                                     |                                     |                                     |                                     |                                     |                                     |                |                |                |                |                |                |                                        |                                        |                                        |                                        |                                        |                                        |                                 |                                 |                                 |                                 |                                 |                                 |                                  |                              |                              |                              |                              |                              |                                 |                                |                                |                                |                                |                                |                                      |                                      |                                      |                                      |                                      |                                      |                                     |                                     |                                     |                                     |                                     |                                     |            |            |            |            |            |            |                                  |                                  |                                  |                                  |                                  |                                  |  |  |  |  |  |  |  |  |  |  |  |  |  |  |
|                       |                       |                       |                       |                       |                       |  |  |  |  |  |  |                                     |                                     |                                     |                                     |                                     |                                     |                |                |                |                |                |                |                                        |                                        |                                        |                                        |                                        |                                        |                                 |                                 |                                 |                                 |                                 |                                 |                                  |                              |                              |                              |                              |                              |                                 |                                |                                |                                |                                |                                |                                      |                                      |                                      |                                      |                                      |                                      |                                     |                                     |                                     |                                     |                                     |                                     |            |            |            |            |            |            |                                  |                                  |                                  |                                  |                                  |                                  |  |  |  |  |  |  |  |  |  |  |  |  |  |  |
|                       |                       |                       |                       |                       |                       |  |  |  |  |  |  |                                     |                                     |                                     |                                     |                                     |                                     |                |                |                |                |                |                |                                        |                                        |                                        |                                        |                                        |                                        |                                 |                                 |                                 |                                 |                                 |                                 |                                  |                              |                              |                              |                              |                              | García Ier cte Castille († 995) |                                |                                |                                |                                |                                |                                      |                                      |                                      |                                      |                                      |                                      |                                     |                                     |                                     |                                     |                                     |                                     |            |            |            |            |            |            |                                  |                                  |                                  |                                  |                                  |                                  |  |  |  |  |  |  |  |  |  |  |  |  |  |  |
|                       |                       |                       |                       |                       |                       |  |  |  |  |  |  |                                     |                                     |                                     |                                     |                                     |                                     |                |                |                |                |                |                |                                        |                                        |                                        |                                        |                                        |                                        |                                 |                                 |                                 |                                 |                                 |                                 |                                  |                              |                              |                              |                              |                              |                                 |                                |                                |                                |                                |                                |                                      |                                      |                                      |                                      |                                      |                                      |                                     |                                     |                                     |                                     |                                     |                                     |            |            |            |            |            |            |                                  |                                  |                                  |                                  |                                  |                                  |  |  |  |  |  |  |  |  |  |  |  |  |  |  |
|                       |                       |                       |                       |                       |                       |  |  |  |  |  |  |                                     |                                     |                                     |                                     |                                     |                                     |                |                |                |                |                |                |                                        |                                        |                                        |                                        |                                        |                                        |                                 |                                 |                                 |                                 |                                 |                                 |                                  |                              |                              |                              |                              |                              |                                 |                                |                                |                                |                                |                                |                                      |                                      |                                      |                                      |                                      |                                      |                                     |                                     |                                     |                                     |                                     |                                     |            |            |            |            |            |            |                                  |                                  |                                  |                                  |                                  |                                  |  |  |  |  |  |  |  |  |  |  |  |  |  |  |
|                       |                       |                       |                       |                       |                       |  |  |  |  |  |  |                                     |                                     |                                     |                                     |                                     |                                     |                |                |                |                |                |                |                                        |                                        |                                        |                                        |                                        |                                        |                                 |                                 |                                 |                                 |                                 |                                 | Sanche Ier cte Castille († 1017) |                              |                              |                              |                              |                              |                                 |                                |                                |                                |                                |                                |                                      |                                      |                                      |                                      |                                      |                                      |                                     |                                     |                                     |                                     |                                     |                                     |            |            |            |            |            |            |                                  |                                  |                                  |                                  |                                  |                                  |  |  |  |  |  |  |  |  |  |  |  |  |  |  |
|                       |                       |                       |                       |                       |                       |  |  |  |  |  |  |                                     |                                     |                                     |                                     |                                     |                                     |                |                |                |                |                |                |                                        |                                        |                                        |                                        |                                        |                                        |                                 |                                 |                                 |                                 |                                 |                                 |                                  |                              |                              |                              |                              |                              |                                 |                                |                                |                                |                                |                                |                                      |                                      |                                      |                                      |                                      |                                      |                                     |                                     |                                     |                                     |                                     |                                     |            |            |            |            |            |            |                                  |                                  |                                  |                                  |                                  |                                  |  |  |  |  |  |  |  |  |  |  |  |  |  |  |
|                       |                       |                       |                       |                       |                       |  |  |  |  |  |  |                                     |                                     |                                     |                                     |                                     |                                     |                |                |                |                |                |                |                                        |                                        |                                        |                                        |                                        |                                        |                                 |                                 |                                 |                                 |                                 |                                 |                                  |                              |                              |                              |                              |                              |                                 |                                |                                |                                |                                |                                |                                      |                                      |                                      |                                      |                                      |                                      |                                     |                                     |                                     |                                     |                                     |                                     |            |            |            |            |            |            |                                  |                                  |                                  |                                  |                                  |                                  |  |  |  |  |  |  |  |  |  |  |  |  |  |  |
|                       |                       |                       |                       |                       |                       |  |  |  |  |  |  |                                     |                                     |                                     |                                     |                                     |                                     |                |                |                |                |                |                |                                        |                                        |                                        |                                        |                                        |                                        | García II cte Castille († 1029) | García II cte Castille († 1029) | García II cte Castille († 1029) | García II cte Castille († 1029) | García II cte Castille († 1029) | García II cte Castille († 1029) |                                  |                              |                              |                              |                              |                              | Munia Mayor ctesse Castille     | Munia Mayor ctesse Castille    | Munia Mayor ctesse Castille    | Munia Mayor ctesse Castille    | Munia Mayor ctesse Castille    | Munia Mayor ctesse Castille    |                                      |                                      |                                      |                                      |                                      |                                      | Sanche III roi Navarre († 1029)     | Sanche III roi Navarre († 1029)     | Sanche III roi Navarre († 1029)     | Sanche III roi Navarre († 1029)     | Sanche III roi Navarre († 1029)     | Sanche III roi Navarre († 1029)     |            |            |            |            |            |            | Béatrice d'Aybar                 | Béatrice d'Aybar                 | Béatrice d'Aybar                 | Béatrice d'Aybar                 | Béatrice d'Aybar                 | Béatrice d'Aybar                 |  |  |  |  |  |  |  |  |  |  |  |  |  |  |
|                       |                       |                       |                       |                       |                       |  |  |  |  |  |  |                                     |                                     |                                     |                                     |                                     |                                     |                |                |                |                |                |                |                                        |                                        |                                        |                                        |                                        |                                        | García II cte Castille († 1029) | García II cte Castille († 1029) | García II cte Castille († 1029) | García II cte Castille († 1029) | García II cte Castille († 1029) | García II cte Castille († 1029) |                                  |                              |                              |                              |                              |                              | Munia Mayor ctesse Castille     | Munia Mayor ctesse Castille    | Munia Mayor ctesse Castille    | Munia Mayor ctesse Castille    | Munia Mayor ctesse Castille    | Munia Mayor ctesse Castille    |                                      |                                      |                                      |                                      |                                      |                                      | Sanche III roi Navarre († 1029)     | Sanche III roi Navarre († 1029)     | Sanche III roi Navarre († 1029)     | Sanche III roi Navarre († 1029)     | Sanche III roi Navarre († 1029)     | Sanche III roi Navarre († 1029)     |            |            |            |            |            |            | Béatrice d'Aybar                 | Béatrice d'Aybar                 | Béatrice d'Aybar                 | Béatrice d'Aybar                 | Béatrice d'Aybar                 | Béatrice d'Aybar                 |  |  |  |  |  |  |  |  |  |  |  |  |  |  |
|                       |                       |                       |                       |                       |                       |  |  |  |  |  |  |                                     |                                     |                                     |                                     |                                     |                                     |                |                |                |                |                |                |                                        |                                        |                                        |                                        |                                        |                                        |                                 |                                 |                                 |                                 |                                 |                                 |                                  |                              |                              |                              |                              |                              |                                 |                                |                                |                                |                                |                                |                                      |                                      |                                      |                                      |                                      |                                      |                                     |                                     |                                     |                                     |                                     |                                     |            |            |            |            |            |            |                                  |                                  |                                  |                                  |                                  |                                  |  |  |  |  |  |  |  |  |  |  |  |  |  |  |
|                       |                       |                       |                       |                       |                       |  |  |  |  |  |  |                                     |                                     |                                     |                                     |                                     |                                     |                |                |                |                |                |                |                                        |                                        |                                        |                                        |                                        |                                        |                                 |                                 |                                 |                                 |                                 |                                 |                                  |                              |                              |                              |                              |                              |                                 |                                |                                |                                |                                |                                |                                      |                                      |                                      |                                      |                                      |                                      |                                     |                                     |                                     |                                     |                                     |                                     |            |            |            |            |            |            |                                  |                                  |                                  |                                  |                                  |                                  |  |  |  |  |  |  |  |  |  |  |  |  |  |  |
|                       |                       |                       |                       |                       |                       |  |  |  |  |  |  |                                     |                                     |                                     |                                     |                                     |                                     |                |                |                |                |                |                |                                        |                                        |                                        |                                        |                                        |                                        |                                 |                                 |                                 |                                 |                                 |                                 |                                  |                              |                              |                              |                              |                              | Garcia IV roi Navarre († 1054)  | Garcia IV roi Navarre († 1054) | Garcia IV roi Navarre († 1054) | Garcia IV roi Navarre († 1054) | Garcia IV roi Navarre († 1054) | Garcia IV roi Navarre († 1054) |                                      |                                      |                                      |                                      |                                      |                                      | Ferdinand Ier roi Castille († 1065) | Ferdinand Ier roi Castille († 1065) | Ferdinand Ier roi Castille († 1065) | Ferdinand Ier roi Castille († 1065) | Ferdinand Ier roi Castille († 1065) | Ferdinand Ier roi Castille († 1065) |            |            |            |            |            |            | Ramire Ier roi d'Aragon († 1063) | Ramire Ier roi d'Aragon († 1063) | Ramire Ier roi d'Aragon († 1063) | Ramire Ier roi d'Aragon († 1063) | Ramire Ier roi d'Aragon († 1063) | Ramire Ier roi d'Aragon († 1063) |  |  |  |  |  |  |  |  |  |  |  |  |  |  |